# Poultonella
Poultonella este un gen de păianjeni din familia Salticidae.
Cladograma conform Catalogue of Life:
| Poultonella | \| \| Poultonella alboimmaculata \| \| \| \| \| \| Poultonella nuecensensis \| \| \| \| |
|             | \| \| Poultonella alboimmaculata \| \| \| \| \| \| Poultonella nuecensensis \| \| \| \| |
|             | Poultonella alboimmaculata                                                              |
|             |                                                                                         |
|             | Poultonella nuecensensis                                                                |
|             |                                                                                         |